# 森戸祐幸
森戸 祐幸（もりと ゆうこう、1940年5月29日 - 2020年11月20日）は、日本の実業家。モリテックスの創業者。学位は、博士（工学）（東京理科大学・論文博士・2003年）。東京理科大学名誉博士。

## 来歴
1940年、栃木県塩谷郡泉村（現・矢板市）の造り酒屋に生まれる。泉中学校2年の頃に父が他界。栃木県立矢板高等学校を経て東京理科大学理学部応用物理学科に入学。医師を志し、東北大学医学部を受験したが1年浪人しても合格することはなく理科大は滑り止めだったという。卒業後は、1964年に丸紅飯田（現・丸紅）に入社。1968年からは海外出張を経験し、当時の日本では知られていなかった光ファイバーの普及に努めた。丸紅飯田を退社し、1970年1月に友人3人とDJKインターナショナルというコンサルタントを設立。DJKインターナショナルは3年で退社し、1973年に大学時代の友人から集めた280万円を資本金としてモリテックスを創業。1997年にはジャスダックに株式公開し、2000年に東証一部上場。
株式上場で得た個人資産を母校の東京理科大学に寄付した。2002年、野田キャンパスに「森戸体育館」が完成し翌年には神楽坂キャンパスに「森戸記念館」が完成した。
2003年、モリテックスが創業30年を迎えると代表取締役会長に就任。「院政は敷かない」と宣言し、日本発明振興協会の理事など社会活動に重きを置く。大学への寄付が注目され、2005年には愛・地球博におけるブータン王国の名誉領事の依頼を受ける。
2006年4月の取締役会で会長解任の緊急動議を受け辞任した。2007年の第35回株主総会ではプロキシーファイトを行った。2008年の東京高裁による和解まで紛争がもつれこむ（モリテックス事件、モリテックス株主総会決議取消請求事件判決とも）。
その他、2001年に東京理科大学から名誉博士（経営）を受ける。2003年、東京理科大学に博士論文を提出し博士（工学）を受ける。
2009年からはシニアベンチャーの「ユーヴィックス」と「球体研究所」を手掛ける。
2014年、名古屋大学教授の天野浩らと紫外線研究会を発足。

## 略歴
- 1964年　東京理科大学理学部応用化学科を卒業
- 1964年　丸紅株式会社に入社
- 1973年　株式会社モリテックスを創業。代表取締役社長兼CEOに就任
- 1993年　科学技術長官賞
- 1999年　母校である東京理科大学に森戸記念館・森戸体育館を寄贈
- 2000年　株式会社モリテックスが東京証券取引所一部上場[14]
- 2001年　東京理科大学より名誉博士（経営）号授与[2]
- 2003年　株式会社モリテックス代表取締役会長就任[15]
- 2004年　ブータン王国名誉領事就任（2006年まで）
- 2006年　株式会社モリテックス代表取締役会長辞任
- 2011年　東京理科大学客員教授就任[16]

## 書籍

### 単著
- 『玉の博物館』（モリテックス研究所、1989年）
- 『ビー玉』（文溪堂、2003年）
- 『玉の図鑑』（学研プラス、2015年[17]）

### 翻訳
- 『ペーパーウェイト』ローレンス・H・セルマン（1993年、平凡社）